# Gabriela Knaul
Gabriela Knaul es una abogada y jueza brasileña. Fue la relatora especial de las Naciones Unidas para la independencia de jueces y abogados desde 2009 hasta 2015.